# Бюрократія (книга)
Бюрократія — це політична книга, написана економістом Австрійської економічної школи та лібертаріанським мислителем Людвігом фон

Мізесом. Основною мотивацією автора до написання книги стало його непокоєння поширенням соціалістичних ідеалів і зростання бюрократизації економічного життя. Хоча він не заперечує необхідності певних бюрократичних структур для безперебійної роботи будь-якої цивілізованої держави, він не погоджується з тим, наскільки вони домінували в суспільному житті європейських країн і Сполучених Штатів. Мета автора – продемонструвати, що негативні сторони бюрократії не є наслідком поганої політики чи корупції, як заведено вважати суспільством. Натомість пояснює він, ці проблеми обов’язково вбудовані в бюрократичні структури. Вони зумовлені самими завданнями, які постає перед такою системою. Тому основна частина книги присвячена порівнянню приватного підприємництва з одного боку та бюрократичних установ / державного підприємства з іншого.

## Приватне підприємництво проти бюрократичних установ
Управління приватними підприємствами здійснюється виключно на основі критерію прибутку. Єдиною метою компанії є збільшення доходів при мінімізації витрат, що відображається у звітах про прибутки та збитки та інших бухгалтерських інструментах. Компанії або філії компаній, які працюють зі збитками, повинні або реформуватися, або закритися. Завдяки цим простим фактам відносно легко передати повноваження від головного офісу компанії до різних філій, незалежно від того, наскільки великою є компанія. Штаб-квартира дає керівнику філії свободу дій, щоб він міг керувати своїм підприємством так, як вважає за потрібне, доки воно приносить прибуток. Таким чином, ініціатива та інновації не лише дозволяються, але й заохочуються та винагороджуються.
Зовсім інша справа, коли йдеться про державні служби та інші бюрократичні структури. Такі структури, як ФБР чи посольство в іншій країні, не мають критерію ефективності, який можна було б оцінити так само легко, як критерій прибутку. "Успіх" тут є більш розмитим поняттям і більш відкритим для суб'єктивної інтерпретації. Саме тому, що продукт державних послуг не має ціни на ринку, традиційні інструменти управління, які довели свою ефективність у приватному бізнесі (науковий менеджмент, хронометраж і т.д.), не можуть бути застосовані в державній сфері. "Збільшити випуск продукції" та "мінімізувати час виробництва" - це поняття, які не можуть бути застосовані до чогось на кшталт поліцейського управління. Але ще більш важливим наслідком відсутності критерію прибутку є необхідність централізації управління та обмеження свободи керівника відділення чи департаменту: оскільки його роботу неможливо легко оцінити в грошовому еквіваленті, найбезпечніший спосіб запобігти зловживанням та перевищенню повноважень — це забезпечити неухильне дотримання всіх директив уряду. Таким чином, найважливішою якістю успішного бюрократа є виконання наказів.

## Приватне підприємство проти державних підприємств
На відміну від приватних підприємств, державні корпорації або підприємства, що перебувають у муніципальній власності, не завжди або навіть не завжди управляються на основі мотиву отримання прибутку. Дефіцит в останньому випадку не означає кінець підприємства або навіть початок реформ, оскільки вважається, що підприємство існує для того, щоб «надавати корисні послуги суспільству» (наприклад, наймати значну частину місцевого населення як робочу силу або встановлювати штучно низькі ціни на свою продукцію чи послуги), а не ставати рабом мотиву прибутку. З цієї причини підприємствам, які є збитковими, дозволяється працювати роками або десятиліттями, в результаті чого їхні збитки зрештою перекладаються на плечі кожного громадянина.

Але, як стверджує фон Мізес, нехтувати мотивом прибутку не означає, як заведено вважати, краще служити суспільству. Навпаки, діяти в умовах обмежень критерію прибутку — це найкращий спосіб служити суспільним інтересам:
У випадку з приватним підприємництвом, яке прагне прибутку, ця проблема вирішується ставленням громадськості. Доказом корисності послуг, що надаються, є те, що достатня кількість громадян готова платити за них запитувану ціну. За [даної] ціни виробництво [товару] має тенденцію розширюватися доти, доки не буде досягнуто насичення, тобто доки подальше розширення не вилучить фактори виробництва з галузей, на продукцію яких попит споживачів є більш інтенсивним. Беручи за орієнтир мотив прибутку, вільне підприємництво пристосовує свою діяльність до бажань суспільства. Мотив прибутку підштовхує кожного підприємця надавати ті послуги, які споживачі вважають найбільш нагальними. Але якщо державне підприємство функціонує без огляду на прибуток, поведінка громадськості перестає бути критерієм його корисності [...].
Приватне підприємство приречене, якщо його діяльність приносить лише збитки, і не можна знайти способу виправити цю ситуацію. Його збитковість є доказом того, що клієнти відмовляються від нього. У випадку з приватним підприємництвом не існує способу протистояти цьому вердикту громадськості і продовжувати свою діяльність. Керівник заводу, який зазнав збитків, може пояснити і вибачити невдачу. Але такі вибачення марні; вони не можуть запобігти остаточному закриттю невдалого проекту. Інша справа - державне підприємство. Тут поява дефіциту не вважається доказом провалу. Менеджер не несе за це відповідальності. Метою його боса, уряду, є продаж за такою низькою ціною, щоб збитки стали неминучими. (с. 76-77)
Основні цитати Людвіга фон Мізеса про бюрократію
Найгірший закон кращий за бюрократичне свавілля (р.76).
Бюрократичний менеджмент - це управління справами, які неможливо перевірити господарським розрахунком (р.48).
Ніхто не може бути водночас правильним бюрократом і новатором (р.67).
Кінцевою основою всієї бюрократичної системи є насильство (р. 104).
Вони більше не прагнуть розбиратися в кожній справі якнайкраще; вони більше не прагнуть знайти найбільш прийнятне рішення для кожної проблеми. Їхня головна турбота полягає в дотриманні правил і положень, незалежно від того, розумні вони чи суперечать тому, що було задумано. Найперша чеснота адміністратора — дотримуватись кодексів і постанов (р. 41).
Бюрократ не вільний прагнути до вдосконалення. Він зобов'язаний підкорятися правилам і нормам, встановленим вищим органом. Він не має права впроваджувати нововведення, якщо його начальство їх не схвалює. Його обов'язок і його чеснота - бути слухняним (р.66).
Бюрократ відрізняється від небюрократа саме тим, що він працює в сфері, в якій неможливо оцінити результат людських зусиль грошима (р.53).
Звичайно, більшість бюрократів були досить посередніми людьми (р.56).
Прогрес будь-якого роду завжди суперечить старим і усталеним ідеям, а отже, і кодексам, натхненним ними. Кожен крок прогресу – це зміна, пов’язана з великим ризиком (р.67).
Тенденція до бюрократичної жорсткості не властива еволюції бізнесу. Це наслідок втручання держави в бізнес (р. 12).

Жодне приватне підприємство ніколи не стане жертвою бюрократичних методів управління, якщо воно працює з єдиною метою отримання прибутку (р.64).

## Зміст (згідно українського видання)

### Вступ
1. Зневажливий підтекст терміна "бюрократія". 2. Засудження бюрократизму американськими громадянами. 3. "Прогресивний" погляд на бюрократію. 4. Бюрократія і тоталітаризм. 5. Альтернатива: прибуток чи бюрократія.

### I. Управління, орієнтоване на прибуток
1. Ринковий механізм. 2. Економічний розрахунок. 3. Управління в системі, орієнтованій на прибуток. 4. Управління персоналом на вільному ринку праці.

### II. Бюрократичне управління
1. Бюрократія при деспотичному правлінні. 2. Бюрократія в умовах демократії. 3. Основні риси бюрократичного управління. 4. Сутність бюрократичного управління. 5. Бюрократичне управління персоналом.

### III. Бюрократичне управління державними підприємствами
1. Неможливість всеохопного урядового контролю. 2. Державне підприємство в умовах ринкової економіки.

### IV. Бюрократичне управління у приватних компаніях
1. Як державне втручання та послаблення орієнтації на прибуток призводять до бюрократизації бізнесу? 2. Регулювання рівня прибутку. 3. Втручання у відбір персоналу. 4. Необмежена залежність від волі урядових установ.

### V. Соціально-політичні наслідки бюрократизації
1. Філософія бюрократизму. 2. Бюрократичне самовдоволення. 3. Бюрократ як виборець. 4. Бюрократизація мислення. 5. Хто головний?

### VI. Психологічні наслідки бюрократизації
1. Німецький молодіжний рух. 2. Доля нового покоління у бюрократичному середовищі. 3. Авторитарна опіка і погрес. 4. Відбір диктатора. 5. Зникнення критичного мислення.

### VII. Чи існують ліки?
1. Минулі невдачі. 2. Економіка проти державного планування та тоталітаризму. 3. Простий громадянин проти професійного пропагандиста бюрократизації.

## Історія публікацій
- Yale University Press (US), William Hodge & Company (UK), 1945.
- Libertarian Press, 1962. (2nd edition)
- Liberty Fund. 2007, ISBN 0-86597-663-5 (cloth), ISBN 0-86597-664-3 (paper)

## Видання українською
Перша книга Людвіга фон Мізеса, перекладена українською.
- Людвіг фон Мізес. Бюрократія [Текст] / Пер. з англ. М. З. Буника. — Львів: ЛРІДУ НАДУ, 2021. — 184 с., ISBN 978-617-644-063-5

## Зовнішні посилання
Повні текстові версії (англ.):
- Bureaucracy, 1944 edition (PDF, HTML, and ePub)
- Bureaucracy in HTML format